# C-27J スパルタン
C-27J スパルタン
イタリア空軍のC-27J
- 用途：輸送機
- 製造者：アレーニア・アエロナウティカ（現アレーニア・アエルマッキ）
- 運用者

-  イタリア（イタリア空軍）
-  アメリカ合衆国（アメリカ空軍・陸軍）他

- 初飛行：1999年9月25日
- 運用状況：現役
- ユニットコスト：5,330万USドル（2012年）

C-27J スパルタン（C-27J Spartan）は、イタリアのアレーニア・アエロナウティカ（現アレーニア・アエルマッキ）が開発・製造する中型軍用輸送機である。
アメリカのロッキード・マーティンの協力の下開発されたアエリタリア G.222の新世代型で、エンジンとアビオニクスはロッキード・マーティンのC-130J スーパーハーキュリーズのものを使用している。

## 概要
1997年、G.222クラスの中型輸送機の需要が今後も大きいと考えたアレーニアは、ロッキード・マーティンとロッキード・マーティン・アレーニア・タクティカル・トランスポート・システムズ（LMATTS）を設立し、C-130Jで採用された新技術を採り入れる形でG.222の改良型の開発を決定した。この型は当初G.222Jと呼ばれていたが、アメリカ空軍のG.222がC-27A スパルタンと呼ばれていたことから、正式名称はC-27J スパルタンに決定した。試作機はイタリア空軍のG.222を改造して作られ、1999年9月25日に初飛行した。同年11月11日にはイタリア空軍が12機を発注し、2006年から引き渡しが開始された。

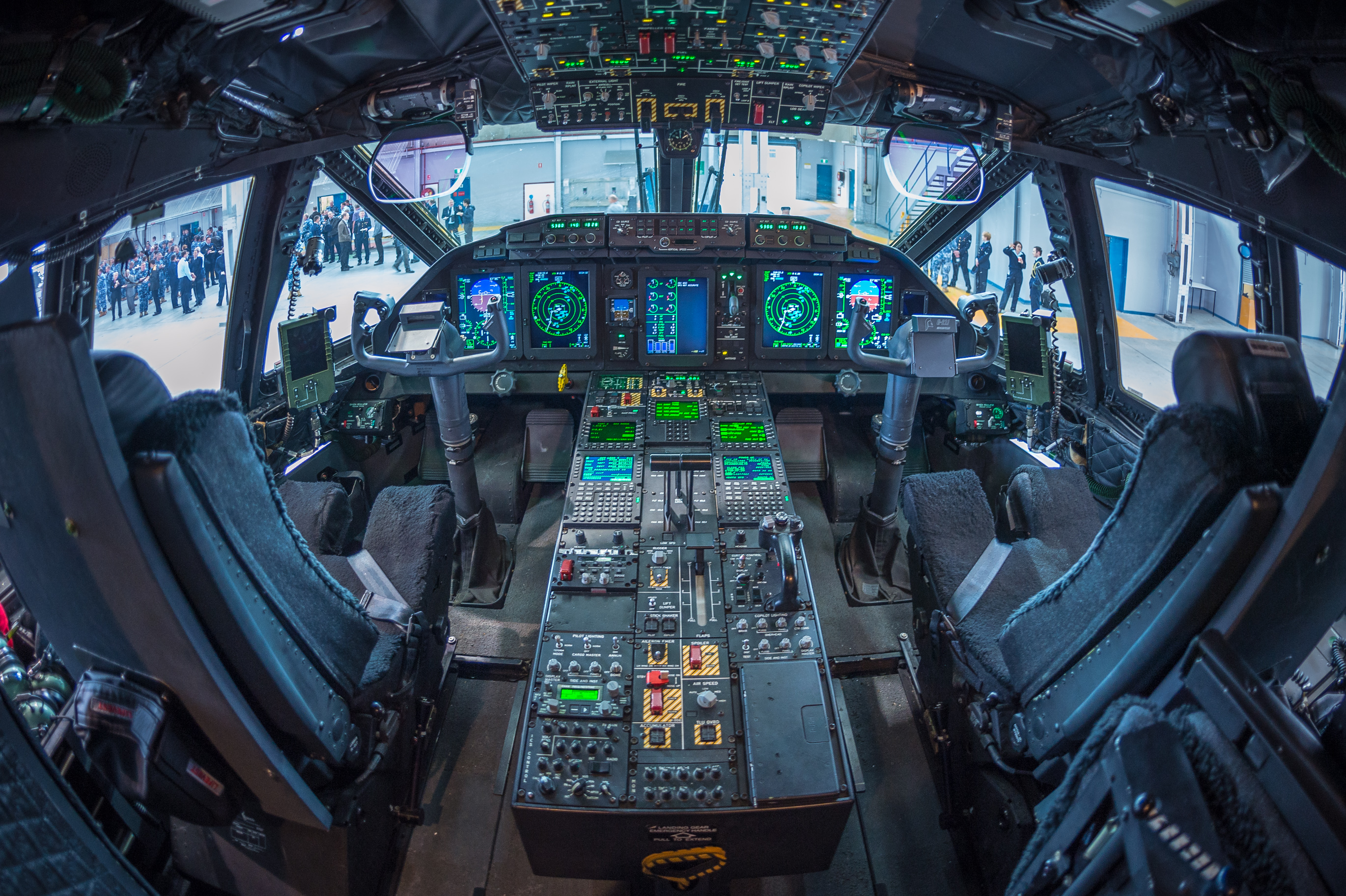
C-27Jのコックピット（オーストラリア空軍機）

基本設計は原型機であるG.222のままだが、C-130Jと同じロールス・ロイス AE 2100 エンジンとダウティ R391 6翅プロペラを採用したことで、巡航速度が約15%、航続距離が約35%、巡航高度が約30%向上し、ペイロードも2,500kg増加した。機動性はさらに高まり、横転（ロール）や宙返り（ループ）といった曲技飛行を披露できるほどである。アビオニクスも一新され、コックピットがC-130Jと同じ技術を用いたグラスコックピットとなったことでパイロット2名での飛行が可能になった。また、貨物室周辺の機体構造強化により、貨物室の床はC-130Jと同じ強度になっており、C-130Jと同じ幅3.33m×高さ2.25mの容量を有しC-130JのHCU-6Eパレットが搭載可能である。オプションでヘッドアップディスプレイや空中給油プローブ、ミサイル警報装置やチャフ・フレアディスペンサーなどの各種防御機器を装備できる他、ガンシップ型AC-27Jや電子戦型EC-27など複数の派生型が提案されている。
2012年には特殊作戦型MC-27Jの開発が始まり、2014年4月25日にデモンストレーターが初飛行した。MC-27Jは電子光学赤外線ターレットを機首に装備し、情報収集・監視・偵察（ISR）や捜索・救難（SAR）ミッションに最適化されている他、GAU-23 30mm機関砲を含むパレット式ミッション・システムを機内に搭載すればガンシップとしての運用も可能で、リンク 16戦術データ・リンクや暗号通信システムの搭載も可能とされている。イタリア空軍がプラエトリアン（Praetorian、ローマ帝国時代の近衛軍団プラエトリアニの意）の愛称で採用を決定しており、まず1次更新機として3機、後に3機を改修する予定。

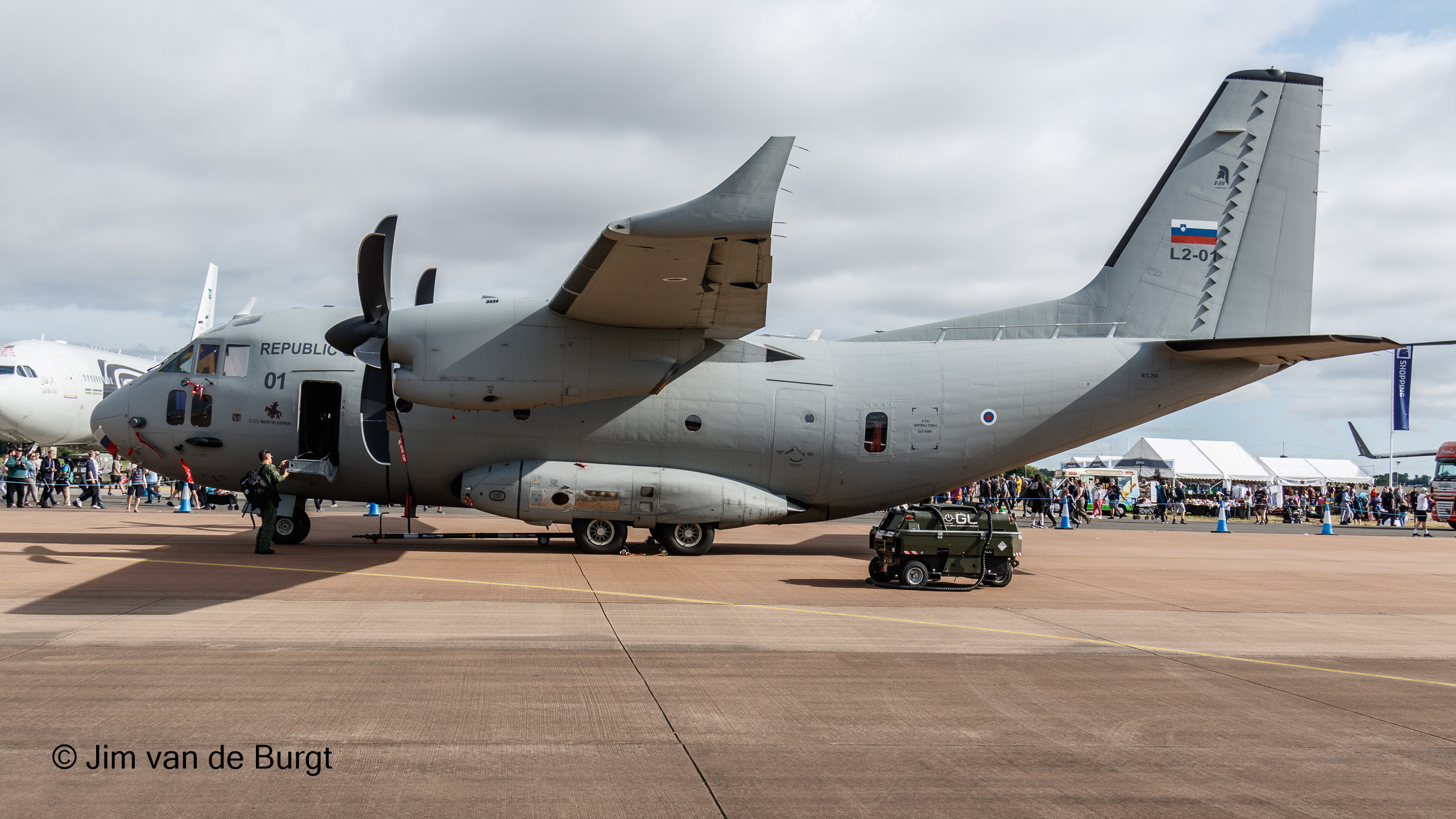
C-27Jネクストジェネレーション 主翼端にウィングレットがついているのがわかる

2020年には電子機器などを新世代化したC-27Jネクストジェネレーションが開発された。主翼にウィングレットが追加されているのが外見上の大きな特徴である。最初の機体は2023年にスロベニア空軍に引き渡された。

## 米軍での採用

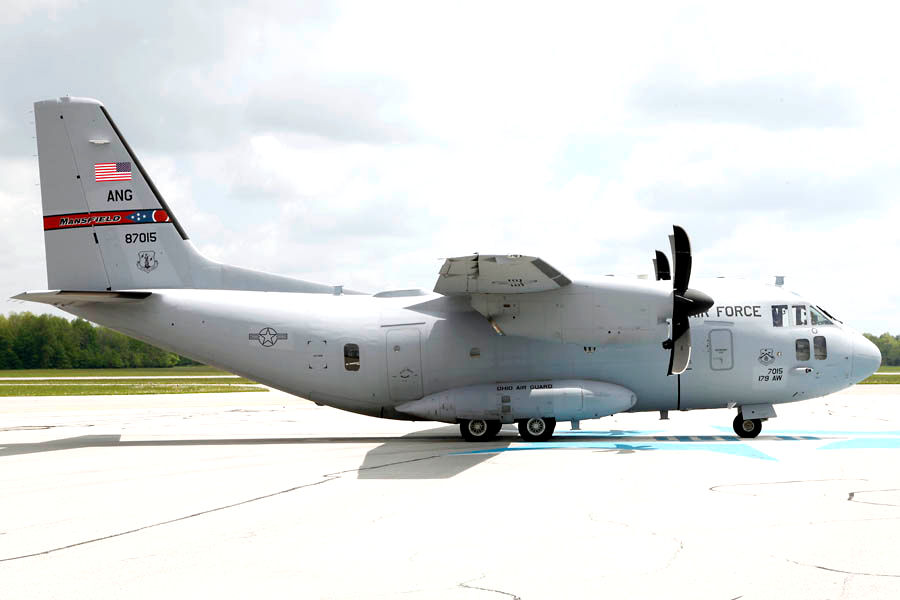
アメリカ合衆国・オハイオ空軍州兵のC-27J。オハイオ州マンスフィールドのマンスフィールド・ラム地域空港にて。

2007年6月、アメリカ空軍・陸軍はC-12やC-23などの軽輸送機の後継となる統合貨物航空機（JCA）にC-27Jを選定し、最初の調達分として空軍向け24機、陸軍向け54機の計78機を発注した。しかし、この選定でロッキード・マーティンが競合するC-130Jを勧めたためLMATTSは解散、アレーニア・アエロノーティカはL-3 コミュニケーションズと共同でグローバル・ミリタリー・エアクラフト・システムズ（GMAS）を設立し、後にボーイングも加わった。これにより、米軍仕様の機体はL-3の工場で改装が行われることになり、同時に海外からの受注機もアメリカのFMS（対外有償軍事援助）によりL-3から輸出されるようになった。
機体は2008年から引き渡しが開始されているが、国防予算削減の流れなどもあり、2009会計年度の予算において調達要求が78機から38機に大幅削減され、最終的に21機で調達は打ち切られた。さらに、2013会計年度に向けての予算案では、C-27J全機を退役・処分する計画が示されており、保管されていた13機は沿岸警備隊が引き取ることとなった。なお、輸出方式もイタリアのアレーニア本社と北米子会社アレーニア・ノースアメリカが直接販売することが可能な方式に改められる予定。

## 運用

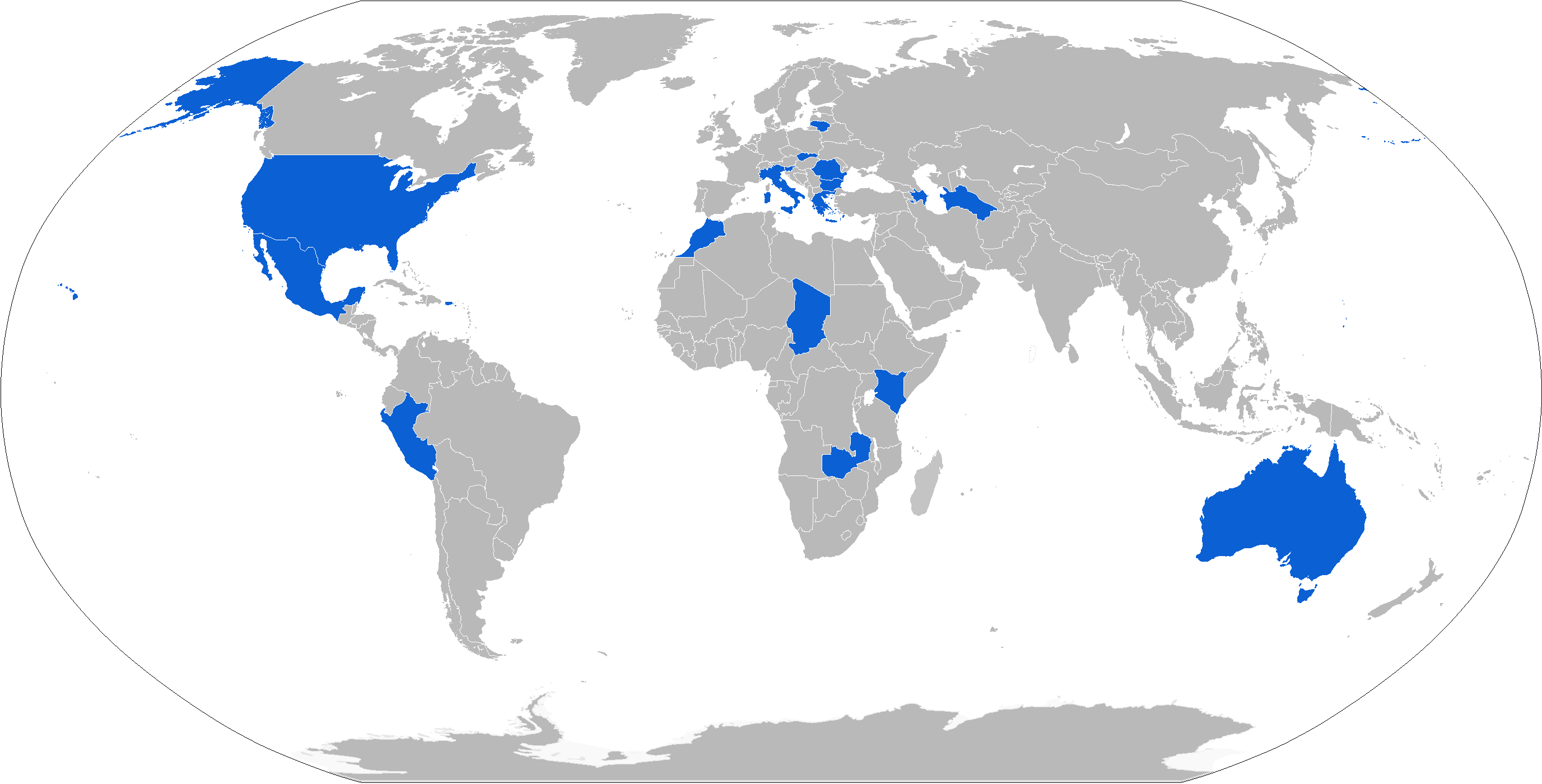
C-27Jの採用国

オーストラリア
- オーストラリア空軍

2017年3月時点での受領機は4機で、2017年末または2018年初頭には10機全機が納入予定。2016年12月に初期作戦能力を獲得し、2019年に最終的な作戦能力の獲得が期待される。Philip Tanmen空軍准将は今後10年間でRAAFがC-27Jのコアアビオニクスをアップグレードするためにアレニアと協力したいと述べ、現代の戦場でのシームレスな使用のために、IFF装備をアップグレードすることが、より迅速な優先事項とした。
 ブルガリア
- ブルガリア空軍

5機を受領予定。2024年時点で、3機のC-27Jを保有。
 チャド
チャド空軍
2機を発注。
 ギリシャ
- ギリシャ空軍

12機を受領予定。2024年時点で、8機のC-27Jを保有。
 イタリア
- イタリア空軍

12機。フルオプション（デジタルマップ、HUD、空中給油プローブ）。
 ケニア
- ケニア空軍

2024年時点で、3機のC-27Jを保有。
 リトアニア
- リトアニア空軍

3機。
 モロッコ
- モロッコ空軍

2024年時点で、4機のC-27Jを保有。
 メキシコ
- メキシコ空軍

4機を受領予定（1機受領）。
 ペルー
- ペルー空軍

C-295、An-32、An-70、C-130Jとの比較の後、2013年11月25日に選定された。4機が発注され、2015年に3機、2017年に1機が引き渡された。予算の都合から、HUDは搭載されていない。L-100やAn-32Bと比べて稼働率が高く、新型コロナウイルス下での空輸業務にも活躍したことから、8機の追加導入が計画されている。
 ルーマニア
- ルーマニア空軍

7機を受領予定（5機受領）。
 サウジアラビア

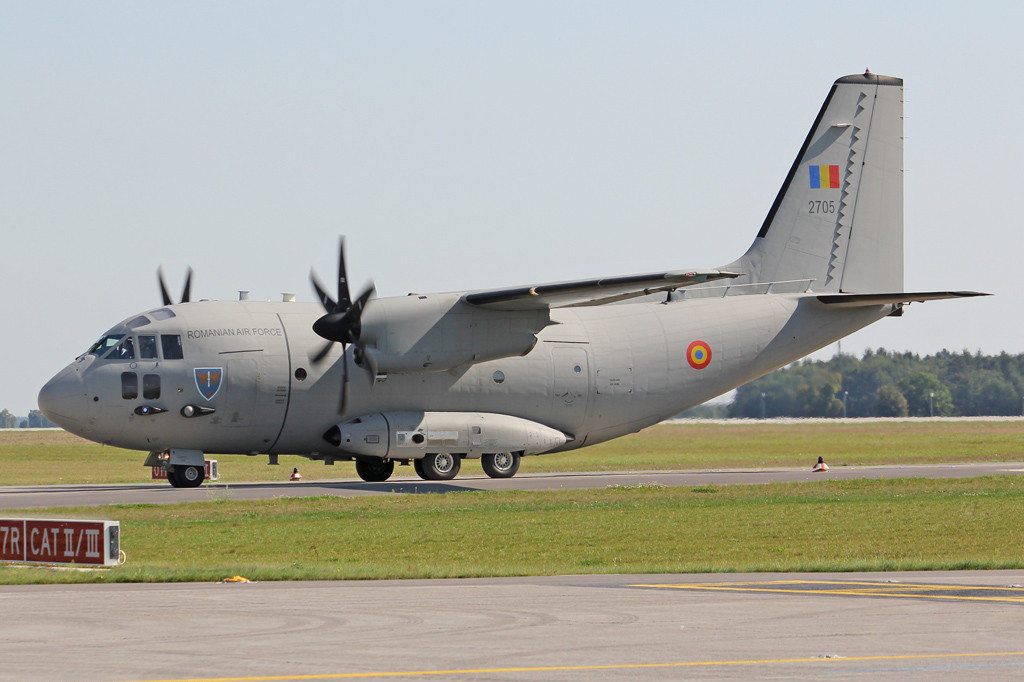
ルーマニア空軍のC-27J

- ムカマラ・アヴィエーション（サウジアラムコの子会社）

消防機・多用途機として2機を発注しており、2027年から納入予定。
 スロベニア
- スロベニア空軍

2機受領。
 トルクメニスタン
- トルクメニスタン空軍

2024年時点で、2機のC-27Jを保有。
 アメリカ合衆国
- アメリカ空軍・陸軍

合計21機（内7機がアメリカ特殊作戦軍に移譲予定）。

## 仕様 (C-27J)

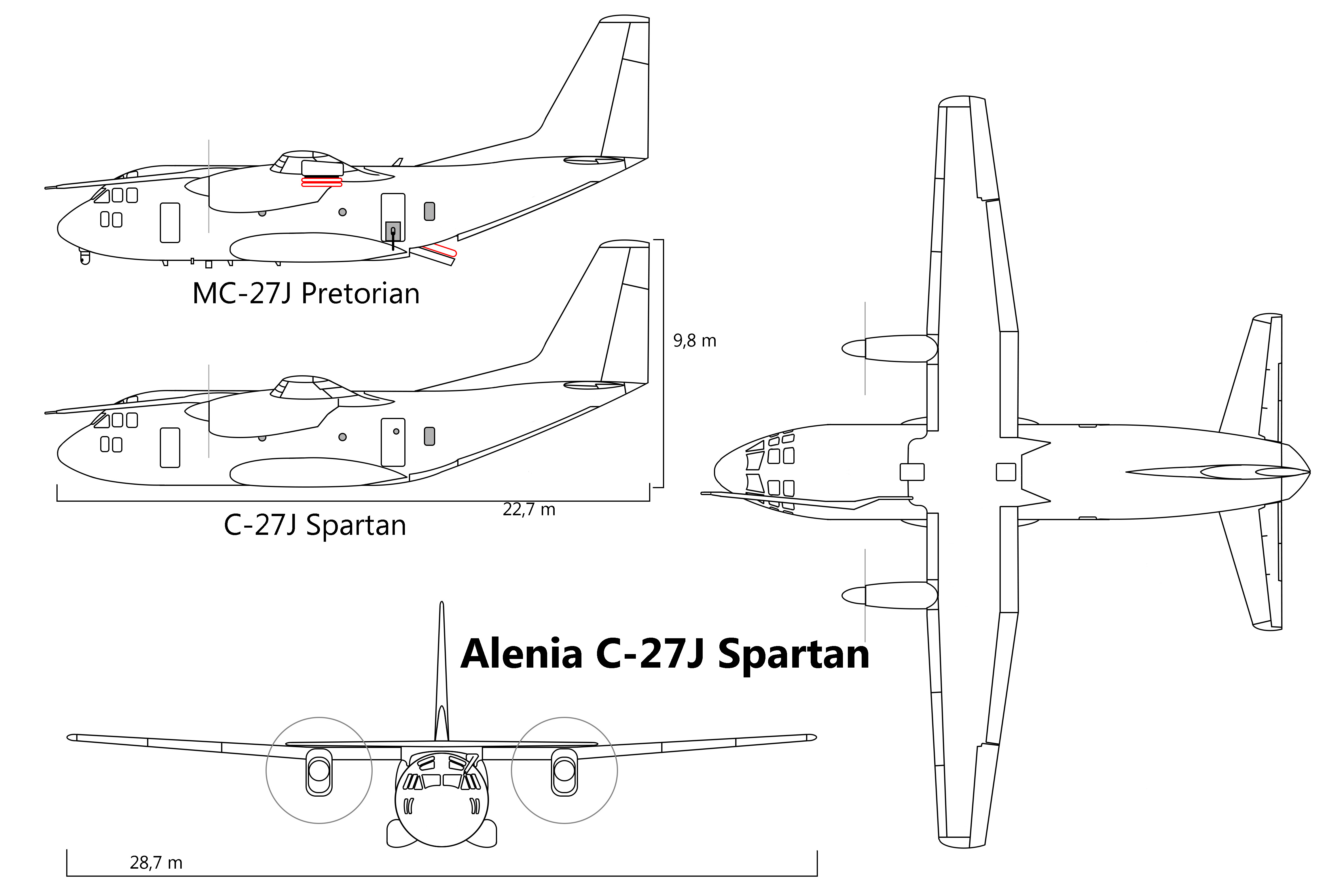
三面図

出典: Alenia Aeronautica, C-27J facts
諸元
- 乗員: 3名（操縦士、副操縦士、ロードマスター）
- 定員:

- 兵士60名または
- 空挺部隊46名または
- 負傷者36名と6名の医療要員

- ペイロード: 11,500kg （25,353lb）
- 全長: 22.7m （74ft 6in）
- 全高: 9.6m （31ft 8in）
- 翼幅: 28.7m（94ft 2in）
- 翼面積: 82m² （882.7ft²）
- 空虚重量: 17,000kg （37,479lb）
- 最大離陸重量: 30,500kg （67,240lb）
- 動力: ロールス・ロイス AE 2100-D2A ターボプロップ、4,637shp （3,460kW）   × 2

性能
- 最大速度: 602km/h （325kts, 374mph）
- 巡航速度: 583km/h （315kts, 362mph）
- フェリー飛行時航続距離: 5,926km （3,200nmi）
- 航続距離: 最大燃料時：4,260km, 最大積載時：1,852km （最大燃料時：2,300nmi, 最大積載時：1,000nmi）
- 実用上昇限度: 9,144m （30,000ft）
- 離陸滑走距離: 最大積載時 580 m (1,900 ft)
- 着陸滑走距離: 最大積載時 340 m (1,120 ft)

|                  | C-1                                                  | G.222                                    | C-27J                                                      | C-295                                                         | An-26                               | An-72                                   |
| ---------------- | ---------------------------------------------------- | ---------------------------------------- | ---------------------------------------------------------- | ------------------------------------------------------------- | ----------------------------------- | --------------------------------------- |
| 画像             |                                                      |                                          |                                                            |                                                               |                                     |                                         |
| 乗員             | 5名                                                  | 4名                                      | 3名                                                        | 2名                                                           | 5名                                 | 3 - 5名                                 |
| 全長             | 29.0 m                                               | 22.7 m                                   | 22.7 m                                                     | 24.50 m                                                       | 23.80 m                             | 28.07 m                                 |
| 全幅             | 30.6 m                                               | 28.7 m                                   | 28.7 m                                                     | 25.81 m                                                       | 29.20 m                             | 31.89 m                                 |
| 全高             | 9.99 m                                               | 9.8 m                                    | 9.8 m                                                      | 8.60 m                                                        | 8.58 m                              | 8.65 m                                  |
| 空虚重量         | 23,320 kg                                            | 14,590 kg                                | 17,000 kg                                                  | 11,000 kg                                                     | 15,200 kg                           | 19,050 kg                               |
| 最大離陸重量     | 45,000 kg                                            | 28,000 kg                                | 30,500 kg                                                  | 23,200 kg                                                     | 24,000 kg                           | 34,500 kg                               |
| 最大積載量       | 11,900 kg                                            | 9,000 kg                                 | 11,500 kg                                                  | 9,250 kg                                                      | 5,500 kg                            | 10,000 kg                               |
| 発動機           | P&W JT8D ×2                                          | GE T64-GE-P4D ×2                         | RR AE 2100-D2A ×2                                          | P&Wカナダ PW127G ×2                                           | プログレス AI-24VT ×2               | プログレス D-36 ×2                      |
| 発動機           | ターボファン                                         | ターボプロップ                           | ターボプロップ                                             | ターボプロップ                                                | ターボプロップ                      | ターボファン                            |
| 巡航速度         | 650 km/h                                             | 439 km/h                                 | 583 km/h                                                   | 480 km/h                                                      | 440 km/h                            | 600 km/h                                |
| 航続距離         | - 0 t / 2,400 km - 6.5 t / 2,185 km - 8 t / 1,500 km | - フェリー時 / 4,633 km - 9 t / 1,371 km | - フェリー時 / 5,926 km - 6 t / 4,260 km - 11 t / 1,852 km | - フェリー時 / 5,220 km - 4.5 t / 4,300 km - 9.2 t / 1,445 km | - 0 t / 2,550 km - 5.5 t / 1,100 km | - フェリー時 / 4,800 km - 10 t / 800 km |
| 最短離陸滑走距離 | 460 m                                                | 662 m                                    | 580 m                                                      | 670 m                                                         | 1,240 m                             | 400 m                                   |
| 初飛行           | 1970年                                               | 1970年                                   | 1999年                                                     | 1997年                                                        | 1969年                              | 1977年                                  |
| 運用状況         | 退役                                                 | 現役                                     | 現役                                                       | 現役                                                          | 現役                                | 現役                                    |